# Вуокса
Вуокса или Вуокси (рус. Вуо́кса, фин. Vuoksi, крл.  швед. Vuoksen) представља комплексан хидрографски систем сачињен од бројних језера и водотока који их међусобно повезују. Налази се на југоистоку Финске (покрајина Јужна Карелија) и северозападу Руске Федерације (покрајина Лењинградска област). Најдужи је то водоток на подручју Карелијске превлаке са укупном дужином од 156 km. Површина сливног подручја је 68.501 km², док је просечан проток у зони ушћа око 684 m³/s.
Река Вуокса је притока језера Ладога и део слива реке Неве и Балтичког мора.

## Геофизичке карактеристике водотока
Река Вуокса свој ток започиње као отока језера Сајма на југоистоку Финске. Извориште се налази на надморској висини од 74 метра. Укупан пад реке је око 72 метра, а највећи пад корита је у првих 26 km тока где пад износи чак 60 метара. Недалеко од места где започиње свој ток река Вуокса прави први велики природни водопад сурвавајући се са моренске греде Салпауселка. На месту где се налазио водопад је током 20-их година прошлог века саграђена прва велика хидроелектрана на овој реци – хидроелектрана Иматранкоски (прва од две електране код града Иматре). Након 13 km тока преко територије Финске река Вуокса прелази на подручје Лењинградске области и у горњем делу тока на руској страни саграђене су још две хидроелектране: Светогорска и Лесогорска. За покретање турбина на хидроелектранама у горњем делу тока користи се природни пад реке.
Низводно од Лесогорске хидроелектране река се знатно шири и код Каменогорска постепено прераста у сложен језерски систем, а низводно од села Баришево је и најшири део речног корита са ширином од око 2,5 km. Недалеко од села Лосево река се рачва у два правца, главни ток нагло скреће ка северу, док један део наставља свој ток ка истоку где се преко Лосовског рукавца даље наставља ка Суходољском језеру (дужине 32 km и ширине 3–4 km). Суходољско језеро се даље преко речице Бурнаја одводњава ка Ладошком језеру (ушће код села Соловјово)
Северни рукавац наизменично пролази кроз бројна широка језера и уске клисуре, а узводно од села Мељниково ток се поново дели у два рукавца који се потом спајају у великом језеру Вуокса карактеристичном по бројним острвима и заливима. Након изласка из језера река се поново дели у два рукавца, главни пролази преко града Приозерска, дужине је око 4,5 km и преко њега већина воде отиче ка Ладози, док се мањи рукавац улива у језеро нешто северније као речица Тихаја (дужине око 6 km).
Укупна дужина тока реке Вуоксе је 156 km (од тога је 143 km на територији Русије), површина сливног подручја је 68.501 km² (77% припада Финској), док је просечан проток у зони ушћа око 684 m³/s.

## Градови на реци
- Иматра
- Светогорск
- Каменогорск
- Приозерск